# 1806 en France
Chronologie de la France
- 1802
- 1803
- 1804
- 1805
- 1806
- 1807
- 1808
- 1809
- 1810

Cette page concerne l'année 1806 du calendrier grégorien.

## Événement
- 1er janvier (10 nivôse an XIV) :
  - abandon officiel du calendrier républicain et retour au calendrier grégorien[1].
  - recensement : 29 107 425 habitants en France[2].
  - les cinquante-quatre drapeaux donnés au Sénat par l'empereur sont portés solennellement au Palais du Luxembourg par les membres du tribunat[3].
- 26 janvier : Napoléon arrive aux Tuileries[4]. Il doit faire face à une crise financière résultant des opérations spéculatives effectuées par les Négociants réunis dirigés par Ouvrard, fournisseur de la marine, qui met en cause le gouvernement espagnol, la banque de France et le ministère du Trésor[1]. Crise de confiance.
- 27 janvier : chute du ministre du Trésor, Barbé-Marbois, remplacé par Mollien[4].

- 6 et 18 février : décrets contre les Négociants réunis[4].
- 13 février-21 mars : un échange de lettre marque la rupture entre Napoléon et Pie VII qui a refusé d'annuler le mariage de Jérôme Bonaparte[5].
- 18 février : Napoléon ordonne la construction d’un Arc de triomphe place de l’Étoile[6].
- 19 février : décret faisant du 15 août, anniversaire de la naissance de l'empereur, une fête nationale sous le nom de « Saint-Napoléon et du rétablissement de la religion catholique en France »[7].

- 15 mars : Murat devient grand-duc de Berg[8].
- 18 mars : un conseils de prud'hommes est accordé aux tisseurs de soie de Lyon, où les patrons sont majoritaires[9].
- 30 mars : Joseph Bonaparte devient roi de Naples par décret[10].

- 4 avril : publication du Catéchisme impérial, obligatoire dans tout l'Empire[11].
- 14-24 avril : code de procédure civile décrété le 14 avril et promulgué le 24 avril[12].
- 22 avril : nouveau statut de la Banque de France ; Napoléon réserve à l’État la nomination du gouverneur et du sous-gouverneur de la Banque de France[13].

- 2 mai : le décret de Saint-Cloud décide de la construction de quinze nouvelles fontaines à Paris[14].
- 10 mai : loi créant « l'Université impériale » ou Université de France. Elle obtient le monopole de l’enseignement le 17 septembre 1808[11].

- 5 juin : Louis Bonaparte devient roi de Hollande[15].

- 12 juillet : traité de création de la confédération du Rhin et dissolution du Saint-Empire romain germanique signé à Paris[8].
- 16 juillet : décret qui établit une caisse de service qui fournit des liquidités au Trésor public sans passer par la Banque de France[4]

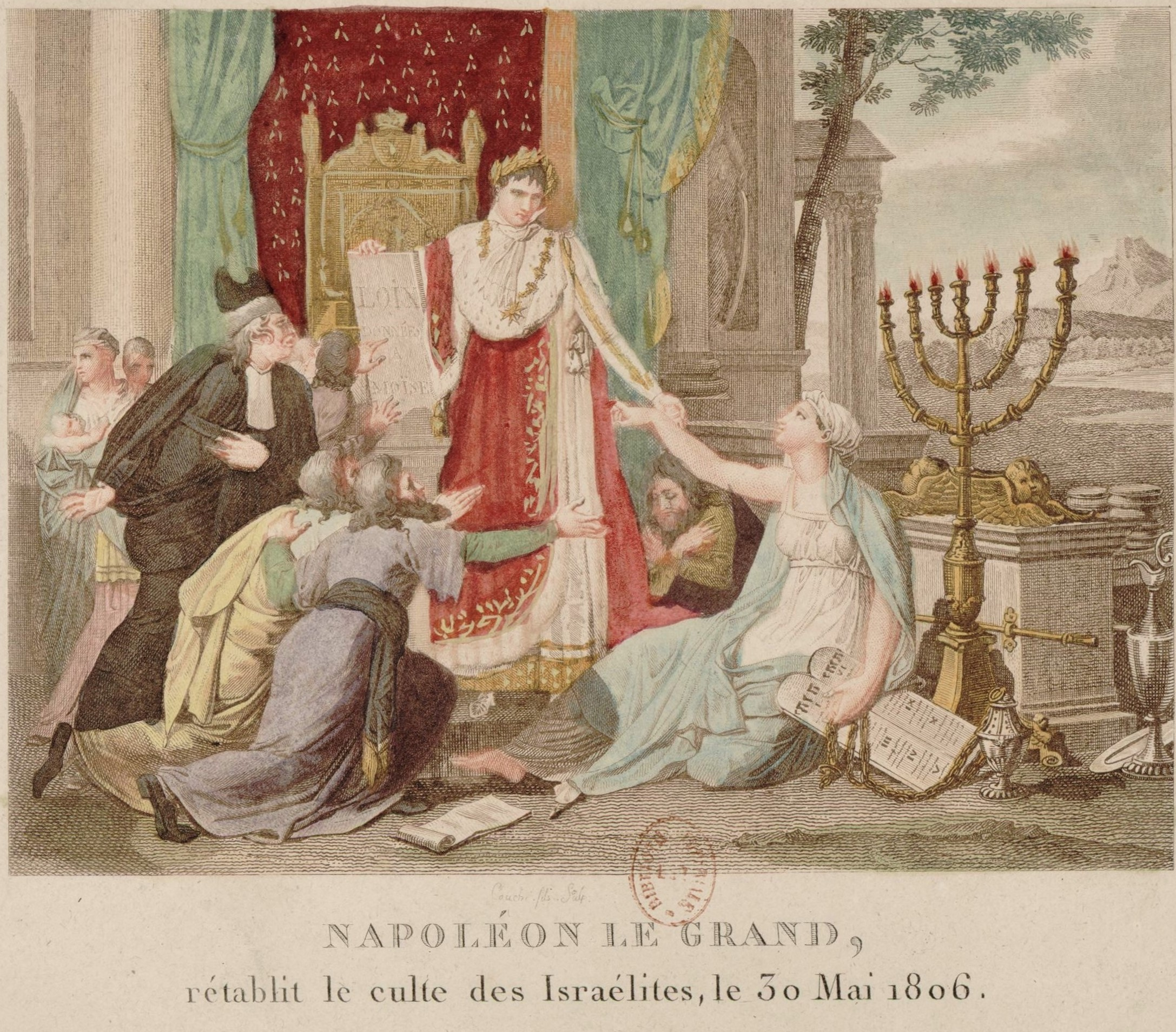
Le décret du 30 mai 1806 convoque une assemblée de notables juifs pour le 15 juillet.

- 26 juillet -  6 avril 1807 : Napoléon convoque une assemblée de notables juifs, pour  savoir si les lois juives sont compatibles avec le droit commun. Les notables se soumettent à la loi du prince en matière civile et politique[16].

- 1er août: dissolution du Saint-Empire romain germanique[17].
- 14 août : un sénatus-consulte autorise Napoléon à étendre à tout l'Empire la constitution de grands fiefs héréditaires[18].
- 15 août : célébration de la Saint-Napoléon et pose de la première pierre de l'arc de triomphe de l'Étoile[19].

- 1er octobre : Quatrième Coalition[11]. La Grande-Bretagne, la Suède, la Prusse et la Russie s'unissent pour déclarer la guerre à l'Empire français.
- 14 octobre : victoires d'Iéna et d'Auerstaedt[20].
- 27 octobre : Napoléon entre dans Berlin[20].
- 21 novembre : décret de Berlin ; instauration du blocus continental contre le Royaume-Uni[11].
- 27 novembre : les troupes françaises occupent Varsovie[11].
- 10 décembre : un règlement délibéré dans l'assemblée générale des juifs, publié par décret impérial du 17 mars 1808, met en place le Grand Sanhédrin[21].

## Naissances en 1806
- 12 mars : Charles Mozin, peintre français († 7 novembre 1862).
- 26 mars : Louis-Marie Caverot, cardinal français, archevêque de Lyon († 23 janvier 1887).

- 11 avril : Pierre Guillaume Frédéric Le Play, ingénieur du corps des mines et sociologue paternaliste français († 5 avril 1882).

- 6 décembre : Gilbert Duprez, chanteur d'opéra français († 17 décembre 1847).

## Décès en 1806
- 16 janvier : Nicolas Leblanc, médecin et chimiste français (° 6 décembre 1742).

- 2 février : Jean-Xavier Bureau de Pusy, ingénieur militaire et homme politique français (° 7 janvier 1750).
- 14 février : Jean Dauberval, danseur et chorégraphe français (° 19 août 1742)

- 13 mars : Gabriel-François Doyen, peintre français (° 20 mai 1726)

- 22 avril : Pierre de Villeneuve, amiral français (° 31 décembre 1763).

- 23 juin : Mathurin Jacques Brisson, zoologiste et physicien français (° 30 avril 1723).

- 3 août : Michel Adanson, botaniste français (° 7 avril 1727).
- 22 août : Jean-Honoré Fragonard, peintre français (° 5 avril 1732).
- 23 août : Charles-Augustin Coulomb, physicien français (° 14 juin 1736).

- 29 septembre : Clément-Louis-Marie-Anne Belle, peintre français (° 16 novembre 1722).

- 18 novembre : Claude-Nicolas Ledoux, architecte français (° 21 mars 1736).